# Distància administrativa
Distància administrativa és la mesura que utilitzen els routers de Cisco per determinar la millor ruta quan hi ha activats diversos protocols d'enrutament. La distància administrativa es registra en valors que van del 0 al 255, quan més baix és aquest valor, més prevalència té aquella ruta. El sistema operatiu dels routers Cisco (IOS), assigna un valor administratiu predeterminat per a cada protocol de routing dinàmic, això permet determinar quina ruta es registrarà a la taula d'enrutament. Si s'han registrat rutes estàtiques i rutes descobertes dinàmicament, prevaldrà aquella que tingui una distància administrativa més baixa.
| Protocol                     | Distància administrativa |
| ---------------------------- | ------------------------ |
| Directament connectada       | 0                        |
| Ruta estàtica (*per defecte) | 1                        |
| Ruta EIGRP resumida          | 5                        |
| BGP externa                  | 20                       |
| EIGRP interna                | 90                       |
| IGRP                         | 100                      |
| OSPF                         | 110                      |
| IS-IS                        | 115                      |
| RIP                          | 120                      |
| EGP                          | 140                      |
| ODR                          | 160                      |
| EIGRP externa                | 170                      |
| BGP interna                  | 200                      |
| Desconeguda                  | 255                      |

* Es pot assignar manualment la distància administrativa en el procés de registre d'una ruta estàtica.
Exemple de registre d'una ruta estàtica de següent salt a un router Cisco:
```
R1(config)# ip route 172.16.1.0 255.255.255.0 172.16.2.2 
95
```

La distància administrativa de la ruta estàtica creada és de 95, per tant si el router descobreix una ruta alternativa a través del protocol EIGRP, aquesta última tindria prevalència.